# Michaił Lewaszow
Michaił Lewaszow (ros. Михаил Левашов, ur. ok. 1738, zm. 1774 lub 1776) – rosyjski podróżnik i oficer marynarki wojennej, pierwszy od czasu śmierci Vitusa Beringa badacz Alaski i Aleutów.
Lewaszow, wspólnie z Piotrem Krienicynem, został wysłany w 1768 roku przez imperatorową rosyjską, Katarzynę II, z misją badawczą na Ocean Spokojny i w okolice Cieśniny Beringa.
Gdy Krienicyn utonął w rzece Kamczatce 4 lipca 1770 roku, dowództwo wyprawy objął po nim Lewaszow. Powrócił do Petersburga 22 października 1771 roku.